# Anke Kühn
Anke Kühn, född den 28 februari 1981 i Hannover, Tyskland, är en tysk landhockeyspelare.
Hon tog OS-guld i damernas landhockeyturnering i samband med de olympiska landhockeytävlingarna 2004 i Aten.